# Seleção Maltesa de Futebol Feminino
A Seleção Maltesa de Futebol Feminino representa Malta no futebol feminino internacional. 